# Елена (княгиня кашинская)

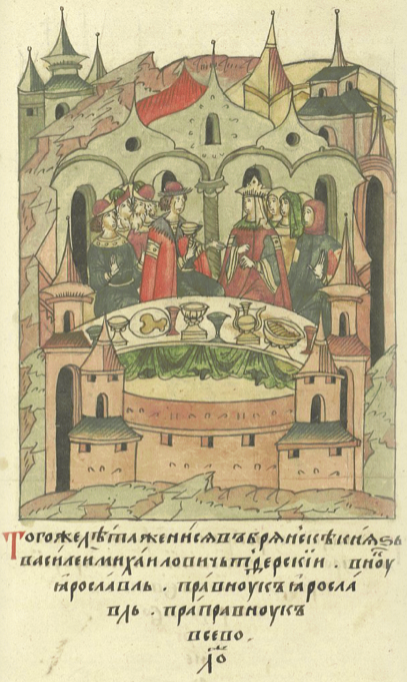
Женитьба Василия на Елене

Елена (княгиня кашинская) — жена (с 1329 года) кашинского князя Василия Михайловича. В 1367 году участвовала в походе кашинцев и москвичей на Тверь, осенью попала в плен к племяннику мужа Михаилу Тверскому и была отпущена после мирных переговоров. Дата смерти неизвестна.

## Происхождение
Происхождение Елены определяется на основании единственного летописного известия:

«В лето 6838 оженился князь Василий Михайлович в Брянске и взял брянскую княжну»..

Поскольку брянские князья 1-й половины XIV века, включая Дмитрия брянского, традиционно считаются представителями смоленских Ростиславичей, то Елена признаётся дочерью одного из них: Дмитрия или даже Ивана Александровича смоленского (1313—1359), никогда в Брянске не княжившего.
Другие историки, ставящие под сомнение смоленское происхождение брянских князей 1-й половины XIV века, в том числе Василия и Дмитрия брянских, и считающие их представителями местной династии, считают Елену сестрой Дмитрия.

## Дети
- Василий (ок. 1330—1362), князь Кашинский
- Михаил (1331—1373), князь Кашинский